# Ru van der Haar
Rudolf "Ru" Jacob van der Haar  (Banjoemas, Java, Nizozemska Istočna Indija,  6. listopada 1913. — Maoemere, Niz. Ist. Indija,  15. svibnja 1943.) je bivši nizozemski hokejaš na travi. Igrao je na mjestu veznog igrača.
Osvojio je brončano odličje na hokejaškom turniru na Olimpijskim igrama 1936. u Berlinu igrajući za Nizozemsku. Odigrao je svih pet susreta. Te godine je igrao za HHIJC.

## Vanjske poveznice
- Profil na Database Olympics
- Profil  Arhivirana inačica izvorne stranice od 15. rujna 2011. (Wayback Machine)